# Tanera Mòr

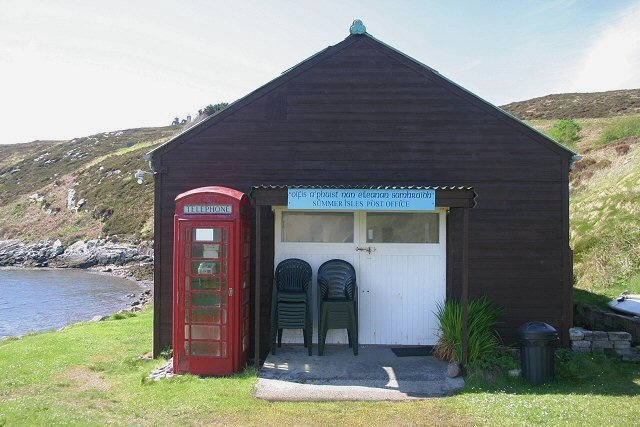
L'oficina de correus i cafeteria

Tanera Mòr (en gaèlic escocès Tannara Mòr) és una illa inhabitada situada al Loch Broom, a les Hèbrides Interiors d'Escòcia. És la més gran de les Summer Isles, amb unes 310 hectàrees, i l'única habitada fins principis del segle XXI. Ha emès segells de correus propis i és on està ambientat el llibre Island Years de Frank Fraser Darling. El 2014 es va comunicar als residents de l'illa que havien de marxar, ja que es va posar en venda.

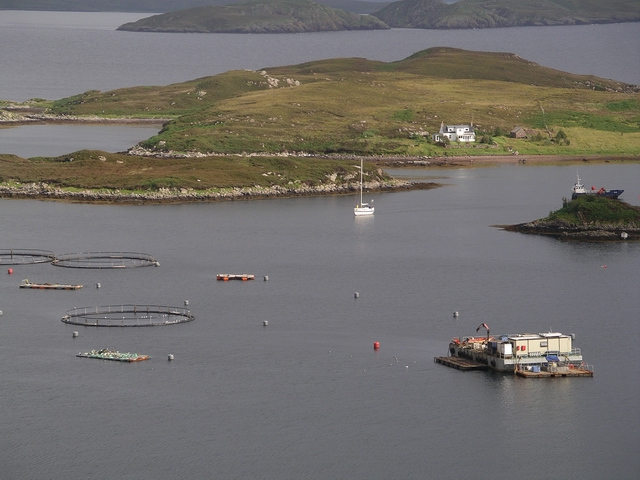
Vista de Tanera Mòr amb el port de pesca a primer pla

## Història
L'illa era un port de pesca d'areng i va patir la decadència de la indústria. El 1881, hi havia unes 118 persones que vivien a Tanera Mòr; el 1931 gairebé tota la població va abandonar el lloc, un any després que Saint Kilda fou evacuat. Des de llavors, el cens de població ha sigut intermitent: sis persones el 1961, vuit el 1981, nou el 1991, cinc el 2001 i quatre el 2011. Moltes de les cases de camp antigues van ser rehabilitades i s'utilitzaven com residencies de vacances. El maig de 2013 es va saber que els propietaris de l'illa Lizzie i Richard Williams la van posar en venda.

## Infraestructura
Tanera Mòr té una piscicultura de salmó, algunes cases de camp, una escola de navegació, una cafeteria i una oficina de correus, que va imprimir els seus propis segells. L'illa no té cap carretera i l'únic el camí voreja la badia que es troba a l'est de l'illa. S'hi arriba en barca des d'Achiltibuie, a Wester Ross, o des d'Ullapool.

## Flora i fauna
Presenta una gran diversitat de flora, amb nombroses d'orquídies Dactylorhiza purpurella. També hi són presents llúdries, foques, taurons pelegrí i marsopes a l'estiu i, pel que fa a aus, es troben somateries, ardeids, perdius d'Escòcia i aligots.